# Aleksandra Szczygłowska
Aleksandra Szczygłowska (ur. 22 marca 1998 w Elblągu) – polska siatkarka, grająca na pozycji libero. 
Karierę sportową zaczęła w miejscowym Truso Elbląg od 2008 roku. Przeszła wszystkie etapy młodzieżowe w barwach Truso Elbląg, jednocześnie reprezentując barwy Klubu KS Orzeł Elbląg na szczeblu centralnym (II Liga Kobiet). W sezonie 2017/2018 będąc zawodniczką Budowlanych Toruń zadebiutowała w TAURON Lidze. W latach 2018–2020 w barwach UNI Opole występowała w pierwszej lidze, a następnie podpisała kontrakt z drużyną BKS BOSTIK Bielsko-Biała. Od 2021 roku jest siatkarką Developresu BELLA DOLINA Rzeszów, z którym wywalczyła dwa Superpuchary Polski (2021, 2022), a także dwa Puchary Polski (2022, 2025).
W 2022 roku została powołana do reprezentacji Polski przez trenera Stafano Lavariniego.

## Sukcesy klubowe
Superpuchar Polski:
- 2021, 2022

Puchar Polski:
- 2022, 2025

Liga polska:
- 2025[8]
- 2022[9], 2023[10], 2024[11]

## Sukcesy reprezentacyjne
Liga Narodów
- 2023, 2024[12]